# Sokołów Podlaski
Sokołów Podlaski là một thị trấn thuộc huyện Sokołowski, tỉnh Mazowieckie ở trung-đông Ba Lan. Thị trấn có diện tích 18 km². Đến ngày 1 tháng 1 năm 2011, dân số của thị trấn là 18481 người và mật độ 1055 người/km².